# V352 Водолея
V352 Водолея (лат. V352 Aquarii) — одиночная переменная звезда в созвездии Водолея на расстоянии (вычисленном из значения параллакса) приблизительно 12270 световых лет (около 3762 парсеков) от Солнца. Видимая звёздная величина звезды — от +13,7m до +12,35m.

## Характеристики
V352 Водолея — жёлтая пульсирующая переменная звезда типа RR Лиры (RRAB) спектрального класса G-F. Радиус — около 6,26 солнечных, светимость — около 48,994 солнечных. Эффективная температура — около 6104 К.